# Rubens Fernández Tudurí
Rubens Fernández Tudurí (Montevideo, 16 de agosto de 1920 - 7 de junio de 119) fue un escultor uruguayo.

## Biografía
Estudió en el taller del escultor Bernabé Michelena durante cinco años, siendo condiscípulo de Homero Bais, Armando González y Juan Martín. Aprendió las técnicas del grabado con Luis Mazzey.

## Obra
Si bien la escultura fue su actividad principal, incursionó en otras ramas del arte, como el grabado, la pintura, la cerámica y la fotografía. Centrado en la temática de cierta raigambre popular, figuras de cuerpo entero, aisladas o en parejas, y bustos de amigos o personajes históricos, Fernández Tudurí dominó el modelado con predominio de la línea consiguiendo relaciones espaciales logradas.

### Premios en salones nacionales de artes plásticas[3]
- 1943 (VII salón) Mención Banco República. Yeso "Busto de mujer".
- 1944 (VIII salón) Mención especial, medalla de bronce. Yeso "Muchacha campesina".
- 1945 (IX salón) 3er premio, medalla de bronce. Terracota "Cabeza de mujer".
- 1946 (X salón) 1er premio, medalla de oro. Yeso "Niña comiendo".
- 1949 (XIII salón) 2do premio, medalla de plata. Yeso "Maternidad".
- 1950 (XIV salón) Mención especial, medalla de bronce. Yeso "Idilio".
- 1952 (XVI salón) 2do premio, medalla de plata. Cerámica "Pastora".
- 1955 (XIX salón) 1er premio, medalla de oro. Yeso "Campesina".
- 1962 (XXVI salón) 1er premio, medalla de oro. Yeso "Evasión".
- 1963 (XXVII salón) Gran premio, medalla de oro. Yeso "Tregua".

### Salones municipales de artes plásticas
- 1942 Premio adquisición. Yeso "Obrera".
- 1945 Premio adquisición. Piedra "Lavandera".

### Monumentos y murales
- 1947 Mural bajorrelieve en casa central del Banco Uruguayo de Administración y Crédito.
- 1948 Mural bajorrelieve en Ministerio de Educación y Cultura.
- 1948 Monumento ecuestre al Dr.. Elías Regules, que no fue realizado.
- 1948 Grupo escultórico en "Homenaje al Mar" en concurso organizado por la Administración Nacional de Puertos, recibe mención pero no fue realizado.
- 1965 "Monumento a la madre" en bronce, en la ciudad de Paysandú.
- 1975 "Busto de Artigas" para CX30 La Radio.
- 1976 "Monumento a la madre" en bronce, en la ciudad de Maldonado.
- 1980 Estela "Homenaje a la madre" en piedra, en la ciudad de Rosario.
- 1986 Escultura "Nunca más" instalado en el edificio de AEBU
- 1988 Bajorrelieve de Manuel Oribe instalado en el monumento ecuestre del mismo

### Fotografía
- 1953 XIV Salón anual de fotografía artística. Mención por "Lectura rutinaria".
- 1954 XV Salón anual de fotografía artística. Premios A. C. de J. por "La magia de Rembrandt" y por "Lectura inconclusa".
- 1954 Asociación de Bancarios Católicos. 1er. premio en concurso fotográfico.
- 1955 Foto Club Uruguayo. 1er premio categoría "A" por "Don Juan".

### Teatro (esculturas para escenografías)
- 1963 El alma buena de Sechuan (Teatro Victoria).
- 1965 La ópera de la banca, de Roberto Fontana.
- 1966 Marat Sade (Cía. de Teatro Universal).
- 1966 Escuela de escándalo (Teatro Solís).
- 1970 Las reglas de juego - Pirandello (Teatro del Centro)
- 1987 La honra perdida de Catalina Brum de Böll / Von Trotta (Teatro del Notariado)